# Naturlig forekomst
I kemi refererer naturlig forekomst til udbredelsen af de enkelte isotoper af et grundstof som det naturligt forefindes på en planet. Den relative atomare masse (et vægtgennemsnit) af disse isotoper er den atomvægt, der er listet for hvert grundstof i det periodiske system. Forekomsten af en isotop varierer fra planet til planet, men forbliver relativt konstant i tid.
Som et eksempel har uran tre naturligt forekommende isotoper: U-238, U-235 og U-234. Deres respektive naturlige forekomster er 99,2745%, 0,72% og 0,0055%. For eksempel hvis 100.000 uranatomer blev analyseret, ville man kunne forvente at finde omkring 99.275 U-238-atomer, 720 U-235-atomer og kun 5 eller 6 U-234-atomer. Dette skyldes, at U-238 er meget mere stabil end U-235 og U-234, da halveringstiden for hver isotop røber: 4,468×109 år for U-238 sammenlignet med 7,038×108 år for U-235 og 245.500 år for U-234.